# Paulo Antonino Mascarenhas Roxo
Paulo Antonino Mascarenhas Roxo (ur. 12 czerwca 1928 w São Geraldo, zm. 1 czerwca 2022 w São Paulo) – brazylijski duchowny rzymskokatolicki, w latach 1990–2004 biskup Mogi das Cruzes.

## Życiorys
Święcenia kapłańskie przyjął 20 sierpnia 1952. 18 listopada 1989 został prekonizowany biskupem Mogi das Cruzes. Sakrę biskupią otrzymał 28 stycznia 1990. 4 sierpnia 2004 przeszedł na emeryturę.